# Attheyella richardi
Attheyella richardi är en kräftdjursart som först beskrevs av Lowndes 1934.  Attheyella richardi ingår i släktet Attheyella och familjen Canthocamptidae. Inga underarter finns listade i Catalogue of Life.